# Халапић
Халапић је насељено мјесто у Босни и Херцеговини, у општини Гламоч, које административно припада Федерацији Босне и Херцеговине. Према попису становништва из 2013. у насељу је живјело 97 становника.

## Становништво
| Националност       | 2013. | 1991. | 1981. | 1971. | 1961. |
| Срби               | 97    | 526   | 552   | 612   | 764   |
| Хрвати             |       | 1     | 1     | 10    | 10    |
| Југословени        | –     | 1     | 5     |       |       |
| остали и непознато |       | 2     | 4     | 5     | 1     |
| Укупно             | 97    | 530   | 562   | 627   | 775   |